# Tarō Hasegawa
Tarō Hasegawa (長谷川 太郎, Hasegawa Tarō) est un footballeur japonais né le 17 août 1979.